# Clasificación para el Campeonato Europeo Femenino Sub-19 de la UEFA 2024
La competición de clasificación para el Campeonato Europeo Femenino Sub-19 de la UEFA 2024 es una competición de fútbol femenino Sub-19 que determinará los siete equipos que se unirán a la anfitriona automáticamente clasificada, Lituania, en la fase final del campeonato.
Las jugadoras nacidas a partir del 1 de enero de 2005 son elegibles para participar.

## Formato
Como en las dos últimas temporadas, la clasificación se basará en un formato al estilo de Liga de las Naciones de la UEFA.
Anteriormente el Comité Ejecutivo de la UEFA aprobó un nuevo formato de competición para los Campeonatos de Europa Femeninos Sub-17 y Sub-19 de la UEFA para permitir un mayor desarrollo de las jugadoras juveniles de élite como parte del compromiso continuo de la UEFA con el fútbol femenino.
Para la primera Ronda, los participantes en la competición se dividirán en dos ligas: Liga A (28 equipos) y Liga B (23 equipos), utilizando los coeficientes de clasificación de acuerdo con la ubicación final de grupo obtenida en la competición 2022-23 (Artículo 13.01 del Reglamento).

Primera Ronda o Ronda 1:
- La Ronda 1 de la Liga A tendrá 28 selecciones, divididas en 7 grupos de 4 equipos cada uno, quienes jugarán mini-torneos en una sola sede por grupo; quienes ocupen los últimos lugares de los minitorneos de la liga A descenderán.
- La Ronda 1 de la Liga B tendrá 23 selecciones, divididas en 5 grupos de cuatro equipos y 1 grupo de tres equipos. Los ganadores de cada mini-torneo de la liga B ascenderán.[4]

Segunda Ronda o Ronda 2:
- La Ronda 2 de la Liga A reemplazará a la ex ronda élite, tendrá 28 selecciones, divididas en 7 grupos de 4 equipos cada uno y quienes resulten ganadoras de grupo (y la mejor segunda) se clasificarán para el torneo final. Las selecciones que queden en cuarto lugar descenderán a la Liga B para la Ronda 1 de la próxima edición del torneo.
- La Ronda 2 de la Liga B tendrá 24 selecciones, divididas en 3 grupos de cuatro equipos y 4 grupos de tres equipos. Las 24 selecciones de la Liga B, incluidas las descendidas de la Liga A, competirán por el ascenso.
- Después de la Ronda 2, las ganadoras de los mini-torneos de la liga B ascenderán y los últimos equipos de la liga A descenderán a la Ronda 1 de la próxima edición del torneo.

Fase final:
- Las siete primeras selecciones de la Ronda 2 de la Liga A se clasificarán para la fase final junto a Lituania, la anfitriona.

## Sorteo
El sorteo de la fase de clasificación se llevó a cabo el 16 de junio de 2023, en la sede de la UEFA en Nyon, Suiza.

## Primera Ronda

### Liga A

#### Grupo A1
País anfitrión:  Francia
| Equipo            | Pts | PJ | PG | PE | PP | GF | GC | Dif | Situación                         |
| ----------------- | --- | -- | -- | -- | -- | -- | -- | --- | --------------------------------- |
| Francia (H)       | 9   | 3  | 3  | 0  | 0  | 7  | 0  | 7   | Transferido a la Ronda 2 (Liga A) |
| Italia            | 6   | 3  | 2  | 0  | 1  | 5  | 3  | 2   | Transferido a la Ronda 2 (Liga A) |
| Hungría           | 1   | 3  | 0  | 1  | 2  | 2  | 4  | -2  | Transferido a la Ronda 2 (Liga A) |
| Irlanda del Norte | 1   | 3  | 0  | 1  | 2  | 1  | 8  | -7  | desciende a la Ronda 2 (Liga B)   |

| 25 de octubre de 2023 | Hungría     | 1:2     | Italia                               | Complexe Sportif Capitany, Colomiers, |                               |
| 13:00                 | - Sinka 66' | Reporte | - Cesarini 28' (pen.) - Renzotti 80' | Árbitra: Tatyana Sorokopudova         | Árbitra: Tatyana Sorokopudova |

| 25 de octubre de 2023 | Francia                           | 4:0     | Irlanda del Norte | Stade Jean Verbeke, Montauban, |                          |
| 16:00                 | - Calba 1' - Joseph 21', 22', 52' | Reporte |                   | Árbitra: Karoline Wacker       | Árbitra: Karoline Wacker |

| 28 de octubre de 2023 | Italia                                     | 3:0     | Irlanda del Norte | Stade Jean Verbeke, Montauban, |                               |
| 13:00                 | - Pellegrino Cimò 5', 77' - Donolato 90+4' | Reporte |                   | Árbitra: Tatyana Sorokopudova  | Árbitra: Tatyana Sorokopudova |

| 28 de octubre de 2023 | Francia      | 1:0     | Hungría | Complexe Sportif Capitany, Colomiers, |                         |
| 16:00                 | - Coutel 25' | Reporte |         | Árbitra: Emanuela Rusta               | Árbitra: Emanuela Rusta |

| 31 de octubre de 2023 | Italia | 0:2     | Francia                    | Complexe Sportif Capitany, Colomiers, |                         |
| 17:00                 |        | Reporte | - Joseph 61' - Rossi 90+6' | Árbitra: Emanuela Rusta               | Árbitra: Emanuela Rusta |

| 31 de octubre de 2023 | Irlanda del Norte | 1:1     | Hungría     | Stade Jean Verbeke, Montauban, |                          |
| 17:00                 | - Loughran 25'    | Reporte | - Sinka 35' | Árbitra: Karoline Wacker       | Árbitra: Karoline Wacker |

#### Grupo A2
País anfitrión:  Gales
| Equipo          | Pts | PJ | PG | PE | PP | GF | GC | Dif | Situación                         |
| --------------- | --- | -- | -- | -- | -- | -- | -- | --- | --------------------------------- |
| Inglaterra      | 9   | 3  | 3  | 0  | 0  | 9  | 1  | 8   | Transferido a la Ronda 2 (Liga A) |
| República Checa | 6   | 3  | 2  | 0  | 1  | 5  | 1  | 4   | Transferido a la Ronda 2 (Liga A) |
| Grecia          | 3   | 3  | 1  | 0  | 2  | 3  | 4  | -1  | Transferido a la Ronda 2 (Liga A) |
| Gales (H)       | 0   | 3  | 0  | 0  | 3  | 1  | 12 | -11 | desciende a la Ronda 2 (Liga B)   |

| 24 de octubre de 2023 | Grecia | 0:2     | Inglaterra                          | Cardiff International Sports Stadium, Cardiff, |                              |
| 13:00                 |        | Reporte | - Enderby 83' (pen.) - Watson 90+8' | Árbitra: Olatz Rivera Olmedo                   | Árbitra: Olatz Rivera Olmedo |

| 24 de octubre de 2023 | República Checa | 3:0     | Gales | Dragon Park, Newport,    |                          |
| 19:00                 |                 | Reporte |       | Árbitra: Deborah Bianchi | Árbitra: Deborah Bianchi |

| 27 de octubre de 2023 | República Checa              | 2:0     | Grecia | Cardiff International Sports Stadium, Cardiff, |                       |
| 13:00                 | - Truxová 49' - Krejčová 57' | Reporte |        | Árbitra: Rasa Grigonė                          | Árbitra: Rasa Grigonė |

| 27 de octubre de 2023 | Inglaterra                                                                        | 6:1     | Gales     | Dragon Park, Newport,        |                              |
| 19:00                 | - Enderby 27' (pen.), 52' - Watson 62' - Potter 70' - Pritchard 72' - Baker 90+8' | Reporte | - Guy 10' | Árbitra: Olatz Rivera Olmedo | Árbitra: Olatz Rivera Olmedo |

| 30 de octubre de 2023 | Inglaterra | 1:0     | República Checa | Cardiff International Sports Stadium, Cardiff, |                       |
| 13:00                 | - Earl 51' | Reporte |                 | Árbitra: Rasa Grigonė                          | Árbitra: Rasa Grigonė |

| 30 de octubre de 2023 | Gales | 0:3     | Grecia                                            | Dragon Park, Newport,    |                          |
| 19:00                 |       | Reporte | - Chalatsogianni 7', 89' (pen.) - Siafarika 90+8' | Árbitra: Deborah Bianchi | Árbitra: Deborah Bianchi |

#### Grupo A3
País anfitrión:  Austria
| Equipo      | Pts | PJ | PG | PE | PP | GF | GC | Dif | Situación                         |
| ----------- | --- | -- | -- | -- | -- | -- | -- | --- | --------------------------------- |
| Austria (H) | 9   | 3  | 3  | 0  | 0  | 9  | 1  | 8   | Transferido a la Ronda 2 (Liga A) |
| Dinamarca   | 4   | 3  | 1  | 1  | 1  | 10 | 3  | 7   | Transferido a la Ronda 2 (Liga A) |
| Polonia     | 4   | 3  | 1  | 1  | 1  | 6  | 5  | 1   | Transferido a la Ronda 2 (Liga A) |
| Montenegro  | 0   | 3  | 0  | 0  | 3  | 0  | 16 | -16 | desciende a la Ronda 2 (Liga B)   |

| 25 de octubre de 2023 | Polonia         | 1:1     | Dinamarca       | Lindabrunn, Enzesfeld-Lindabrunn, |                       |
| 14:00                 | - Kuprowska 79' | Reporte | - Aagaard 90+1' | Árbitra: Merima Čelik             | Árbitra: Merima Čelik |

| 25 de octubre de 2023 | Austria                                 | 3:0     | Montenegro | Stadion Wiener Neustadt, Wiener Neustadt, |                       |
| 18:00                 | - Ojukwu 10' - Natter 28' - Gutmann 82' | Reporte |            | Árbitra: Sabina Bolic                     | Árbitra: Sabina Bolic |

| 28 de octubre de 2023 | Dinamarca                                                                                   | 8:0     | Montenegro | Lindabrunn, Enzesfeld-Lindabrunn, |                       |
| 13:00                 | - Jørgensen 10' - La Cour 16', 20', 34', 41' - Lerche 29' - Boričić 60' (a.g.) - Luplau 67' | Reporte |            | Árbitra: Merima Čelik             | Árbitra: Merima Čelik |

| 28 de octubre de 2023 | Austria                                                    | 4:0     | Polonia | Stadion Wiener Neustadt, Wiener Neustadt, |                           |
| 17:00                 | - Sisic 18' - Mädl 45+3' - Ziletkina 71' - Frankhauser 90' | Reporte |         | Árbitra: Abigail Marriott                 | Árbitra: Abigail Marriott |

| 31 de octubre de 2023 | Dinamarca      | 1:2     | Austria         | Stadion Wiener Neustadt, Wiener Neustadt, |                           |
| 14:30                 | - Sørensen 80' | Reporte | - Mädl 66', 78' | Árbitra: Abigail Marriott                 | Árbitra: Abigail Marriott |

| 31 de octubre de 2023 | Montenegro | 0:5     | Polonia                                                                                  | Lindabrunn, Enzesfeld-Lindabrunn, |                       |
| 14:30                 |            | Reporte | - Piksa 25' (o.g.) - Półrolniczak 43' - Gutowska 60' - Cyraniak 74' (pen.) - Bogucka 80' | Árbitra: Sabina Bolic             | Árbitra: Sabina Bolic |

#### Grupo A4
Sede: Finlandia 
| Equipo        | Pts | PJ | PG | PE | PP | GF | GC | Dif | Situación                         |
| ------------- | --- | -- | -- | -- | -- | -- | -- | --- | --------------------------------- |
| Alemania      | 7   | 3  | 2  | 1  | 0  | 12 | 2  | +10 | Transferido a la Ronda 2 (Liga A) |
| Finlandia (H) | 7   | 3  | 2  | 1  | 0  | 5  | 1  | +4  | Transferido a la Ronda 2 (Liga A) |
| Noruega       | 3   | 3  | 1  | 0  | 2  | 8  | 5  | +3  | Transferido a la Ronda 2 (Liga A) |
| Israel        | 0   | 3  | 0  | 0  | 3  | 1  | 18 | −17 | desciende a la Ronda 2 (Liga B)   |

Los partidos del grupo A4 estaban previstos originalmente para los días 25, 28 y 31 de octubre de 2023. Debido a preocupaciones de seguridad a la luz del Conflicto israelí-palestino de octubre de 2023, los partidos se pospusieron para el 29 de noviembre, 2 y 5 de diciembre, las sedes y los horarios son aún por anunciar.
| 29 de noviembre de 2023, 12:00 | Noruega | 0:1     | Finlandia       | Estadio Myyrmäki, Vantaa, |                           |
|                                |         | Reporte | - Kiviranta 31' | Árbitra: Michalina Diakow | Árbitra: Michalina Diakow |

| 29 de noviembre de 2023, 17:00 | Alemania                                                            | 7:1     | Israel               | Estadio Myyrmäki, Vantaa,  |                            |
|                                | - Ritter 16', 66' - Bartz 39', 41' - Janzen 49' - Reuter 74', 90+4' | Reporte | - Axtmann 32' (a.g.) | Árbitra: Michèle Schmölzer | Árbitra: Michèle Schmölzer |

| 2 de diciembre de 2023, 12:00 | Finlandia                             | 3:0     | Israel | Estadio Myyrmäki, Vantaa, |                           |
|                               | - Halttunen 25', 37' - Lahikainen 78' | Reporte |        | Árbitra: Michalina Diakow | Árbitra: Michalina Diakow |

| 2 de diciembre de 2023, 17:00 | Alemania                                 | 4:0     | Noruega | Estadio Myyrmäki, Vantaa, |                         |
|                               | - Baum 36' - Alber 38' - Reuter 39', 48' | Reporte |         | Árbitra: Ainara Acevedo   | Árbitra: Ainara Acevedo |

| 5 de diciembre de 2023, 12:00 | Finlandia   | 1:1     | Alemania    | Estadio Myyrmäki, Vantaa, |                         |
|                               | - Seiro 73' | Reporte | - Bartz 90' | Árbitra: Ainara Acevedo   | Árbitra: Ainara Acevedo |

| 5 de diciembre de 2023, 12:00 | Israel | 0:8     | Noruega                                                                                        | Mustapekka Areena, Helsinki, |                            |
|                               |        | Reporte | - Nøss 33' - Nilsen 51' (pen.), 85' - Reshane 62' - Melgård 64' - Nybru 74' - Vedeler 82', 83' | Árbitra: Michèle Schmölzer   | Árbitra: Michèle Schmölzer |

#### Grupo A5
Sede: Suecia 
| Equipo     | Pts | PJ | PG | PE | PP | GF | GC | Dif | Situación                         |
| ---------- | --- | -- | -- | -- | -- | -- | -- | --- | --------------------------------- |
| España     | 9   | 3  | 3  | 0  | 0  | 16 | 1  | 15  | Transferido a la Ronda 2 (Liga A) |
| Suecia (H) | 6   | 3  | 2  | 0  | 1  | 3  | 3  | 0   | Transferido a la Ronda 2 (Liga A) |
| Portugal   | 3   | 3  | 1  | 0  | 2  | 8  | 10 | -2  | Transferido a la Ronda 2 (Liga A) |
| Turquía    | 0   | 3  | 0  | 0  | 3  | 0  | 13 | -13 | desciende a la Ronda 2 (Liga B)   |

| 25 de octubre de 2023 | España                                                | 4:0     | Turquía | Swedbank Park, Västerås,  |                           |
| 13:00                 | - Marina 40' - C. Camacho 59', 62' - L. Martret 90+4' | Reporte |         | Árbitra: Alexandra Collin | Árbitra: Alexandra Collin |

| 25 de octubre de 2023 | Suecia        | 1:0     | Portugal | Swedbank Park, Västerås,    |                             |
| 18:00                 | - Frigren 18' | Reporte |          | Árbitra: Kristina Georgieva | Árbitra: Kristina Georgieva |

| 28 de octubre de 2023 | Portugal                                                                                     | 7:0     | Turquía | Swedbank Park, Västerås,    |                             |
| 13:00                 | - Mariano 6' (pen.) - Correia 11', 23' - Rafael 54' - Santiago 63' - Gago 79' - Ferreira 82' | Reporte |         | Árbitra: Kristina Georgieva | Árbitra: Kristina Georgieva |

| 28 de octubre de 2023 | España                                  | 3:0     | Suecia | Swedbank Park, Västerås, |                         |
| 18:00                 | - López 4', 90+2' - Garmfors 28' (a.g.) | Reporte |        | Árbitra: Shona Shukrula  | Árbitra: Shona Shukrula |

| 31 de octubre de 2023 | Portugal     | 1:9     | España | Tunavallen, Eskilstuna, |                         |
| 18:00                 | - Guedes 51' | Reporte | - L. Martret 30', 46', 52' - Corrales 42' - Arques 48' - Meninas 56' (a.g.) - Alguacil 71' - Marisa 75' - Artero 90+3' | Árbitra: Shona Shukrula | Árbitra: Shona Shukrula |

| 31 de octubre de 2023 | Turquía | 0:2     | Suecia                      | Swedbank Park, Västerås,  |                           |
| 18:00                 |         | Reporte | - Senelius 25' - Sandén 66' | Árbitra: Alexandra Collin | Árbitra: Alexandra Collin |

#### Grupo A6
Sede: Bélgica 
| Equipo       | Pts | PJ | PG | PE | PP | GF | GC | Dif | Situación                         |
| ------------ | --- | -- | -- | -- | -- | -- | -- | --- | --------------------------------- |
| Países Bajos | 9   | 3  | 3  | 0  | 0  | 15 | 1  | 14  | Transferido a la Ronda 2 (Liga A) |
| Bélgica (H)  | 6   | 3  | 2  | 0  | 1  | 9  | 3  | 6   | Transferido a la Ronda 2 (Liga A) |
| Irlanda      | 3   | 3  | 1  | 0  | 2  | 4  | 6  | -2  | Transferido a la Ronda 2 (Liga A) |
| Islas Feroe  | 0   | 3  | 0  | 0  | 3  | 0  | 18 | -18 | desciende a la Ronda 2 (Liga B)   |

| 25 de octubre de 2023 | Bélgica                           | 2:0     | Irlanda | National Training Centre Tubize, Tubize, |                            |
| 12:00                 | - De Meester 18' - Reynders 90+3' | Reporte |         | Árbitra: Jelena Medjedovic               | Árbitra: Jelena Medjedovic |

| 25 de octubre de 2023 | Países Bajos                                                            | 8:0     | Islas Feroe | National Training Centre Tubize, Tubize, |                              |
| 19:00                 | - Kroese 8' - Tolhoek 12', 25', 26', 67', 83' - Frijns 41' - Thomas 80' | Reporte |             | Árbitra: Ana Maria Terteleac             | Árbitra: Ana Maria Terteleac |

| 28 de octubre de 2023 | Países Bajos                  | 3:1     | Bélgica        | National Training Centre Tubize, Tubize, |                           |
| 12:00                 | - Tolhoek 6', 70' - Kroese 8' | Reporte | - Jadoulle 59' | Árbitra: Volha Tsiareshka                | Árbitra: Volha Tsiareshka |

| 28 de octubre de 2023 | Irlanda                                         | 4:0     | Islas Feroe | National Training Centre Tubize, Tubize, |                            |
| 19:00                 | - Fitzgerald 12', 40' - O'Leary 80' - Ralph 83' | Reporte |             | Árbitra: Jelena Medjedovic               | Árbitra: Jelena Medjedovic |

| 31 de octubre de 2023 | Irlanda | 0:4     | Países Bajos                                           | Stade Le Canonnier, Mouscron, |                           |
| 15:00                 |         | Reporte | - Tolhoek 11', 55' - Kroese 18' (pen.) - Keukelaar 34' | Árbitra: Volha Tsiareshka     | Árbitra: Volha Tsiareshka |

| 31 de octubre de 2023 | Islas Feroe | 0:6     | Bélgica                                                                    | National Training Centre Tubize, Tubize, |                              |
| 15:00                 |             | Reporte | - Lievens 20' - Martlé 22', 90+4' - Jadoulle 73', 75' - Zang Bikoula 90+2' | Árbitra: Ana Maria Terteleac             | Árbitra: Ana Maria Terteleac |

#### Grupo A7
Sede: Todos los partidos se jugarán en Albania
| Equipo      | Pts | PJ | PG | PE | PP | GF | GC | Dif | Situación                         |
| ----------- | --- | -- | -- | -- | -- | -- | -- | --- | --------------------------------- |
| Serbia      | 9   | 3  | 3  | 0  | 0  | 6  | 0  | 6   | Transferido a la Ronda 2 (Liga A) |
| Islandia    | 4   | 3  | 1  | 1  | 1  | 7  | 5  | 2   | Transferido a la Ronda 2 (Liga A) |
| Bielorrusia | 4   | 3  | 1  | 1  | 1  | 3  | 4  | -1  | Transferido a la Ronda 2 (Liga A) |
| Escocia     | 0   | 3  | 0  | 0  | 0  | 3  | 10 | -7  | desciende a la Ronda 2 (Liga B)   |

| 24 de octubre de 2023 | Islandia                                                                                     | 6:2     | Escocia                      | Arena Kombëtare, Tirana, |                       |
| 11:00                 | - K. Tryggvadóttir 11', 81', 84' - Sveinsdóttir 25' - Bárðardóttir 32' - Sigurjónsdóttir 41' | Reporte | - Burchill 46' - Jardine 78' | Árbitra: Deborah Anex    | Árbitra: Deborah Anex |

| 24 de octubre de 2023 | Bielorrusia | 0:2     | Serbia                       | Elbasan Arena, Elbasan,    |                            |
| 15:00                 |             | Reporte | - Matejic 32' - Uvalin 45+3' | Árbitra: Hristiyana Guteva | Árbitra: Hristiyana Guteva |

| 27 de octubre de 2023 | Serbia                      | 2:0     | Escocia | Arena Kombëtare, Tirana,   |                            |
| 11:00                 | - Stokić 10' - Markovic 69' | Reporte |         | Árbitra: Hristiyana Guteva | Árbitra: Hristiyana Guteva |

| 27 de octubre de 2023 | Islandia               | 1:1     | Bielorrusia       | Elbasan Arena, Elbasan, |                       |
| 15:00                 | - Í. Tryggvadóttir 38' | Reporte | - Siniauskaya 83' | Árbitra: Gamze Durmuş   | Árbitra: Gamze Durmuş |

| 30 de octubre de 2023 | Serbia                            | 2:0     | Islandia | Elbasan Arena, Elbasan, |                       |
| 11:00                 | - Matejic 45' (pen.) - Stokić 61' | Reporte |          | Árbitra: Gamze Durmuş   | Árbitra: Gamze Durmuş |

| 30 de octubre de 2023 | Escocia       | 1:2     | Bielorrusia                | Arena Kombëtare, Tirana, |                       |
| 11:00                 | - Jardine 40' | Reporte | - Maher 27' - Imkhovik 60' | Árbitra: Deborah Anex    | Árbitra: Deborah Anex |

### Liga B

#### Grupo B1
Sede: Suiza 
| Equipo    | Pts | PJ | PG | PE | PP | GF | GC | Dif | Situación                         |
| --------- | --- | -- | -- | -- | -- | -- | -- | --- | --------------------------------- |
| Suiza (H) | 9   | 3  | 3  | 0  | 0  | 35 | 0  | 35  | Asciende a la Ronda 2 (Liga A)    |
| Albania   | 6   | 3  | 2  | 0  | 1  | 4  | 5  | -1  | Transferido a la Ronda 2 (Liga B) |
| Chipre    | 3   | 3  | 1  | 0  | 2  | 4  | 19 | -15 | Transferido a la Ronda 2 (Liga B) |
| Lituania  | 0   | 3  | 0  | 0  | 3  | 3  | 22 | -19 | Transferido a la Ronda 2 (Liga B) |

| 25 de octubre de 2023 | Suiza | 15:0    | Chipre | Stadion SchaffhausenSchaffhausen, |                         |
| 13:00                 | - Potier 6' - L. Egli 14', 22' - Schertenleib 17', 45', 45+3' - Luyet 43', 73', 81' - Kamber 53' - Constantinou 61' (o.g.) - Ibishaj 62' - Tramezzani 66' - Kabashi 71', 86' | Reporte |        | Árbitra: Stacey Pearson           | Árbitra: Stacey Pearson |

| 25 de octubre de 2023 | Lituania        | 1:2     | Albania                  | Stadion SchaffhausenSchaffhausen, |                          |
| 18:00                 | - Jasaitytė 74' | Reporte | - Borci 33' - Vasa 45+1' | Árbitra: Marina Živković          | Árbitra: Marina Živković |

| 28 de octubre de 2023 | Suiza | 17:0    | Lituania | Sportpark Bergholz, Wil, |                         |
| 14:00                 | - Kamber 2' - J. Egli 7', 68' - Luyet 23', 44', 52', 90+3' - L. Egli 30', 90+5' (pen.) - Schertenleib 33', 41' - Šveckutė 45+4' (a.g.) - Potier 49' (pen.), 55' - Tauriello 72', 80' - Waldhart 82' | Reporte |          | Árbitra: Victoria Beyer  | Árbitra: Victoria Beyer |

| 28 de octubre de 2023 | Albania                      | 2:1     | Chipre             | Sportpark Bergholz, Wil, |                          |
| 19:00                 | - Mila 6' (a.g.) - Borci 61' | Reporte | - Constantinou 84' | Árbitra: Marina Živković | Árbitra: Marina Živković |

| 31 de octubre de 2023 | Albania | 0:3     | Suiza                                       | Sportpark Bergholz, Wil, |                         |
| 13:00                 |         | Reporte | - Schertenleib 35' - Kamber 74' - Knapp 77' | Árbitra: Victoria Beyer  | Árbitra: Victoria Beyer |

| 31 de octubre de 2023 | Chipre                             | 3:2     | Lituania                                | Stadion Schaffhausen,   |                         |
| 13:00                 | - Sergide 2', 37' - Dionissiou 87' | Reporte | - Kriaučiūnaitė 11' - Proscevičiūtė 34' | Árbitra: Stacey Pearson | Árbitra: Stacey Pearson |

#### Grupo B2
Sede: Bosnia y Herzegovina 
| Equipo                   | Pts       | PJ        | PG        | PE        | PP        | GF        | GC        | Dif       | Situación                         |
| ------------------------ | --------- | --------- | --------- | --------- | --------- | --------- | --------- | --------- | --------------------------------- |
| Bosnia y Herzegovina (H) | 6         | 2         | 2         | 0         | 0         | 13        | 0         | 13        | Asciende a la Ronda 2 (Liga A)    |
| Estonia                  | 3         | 2         | 1         | 0         | 1         | 9         | 1         | 8         | Transferido a la Ronda 2 (Liga B) |
| Gibraltar                | 0         | 2         | 0         | 0         | 2         | 0         | 21        | -21       | Transferido a la Ronda 2 (Liga B) |
| Liechtenstein            | Se retiró | Se retiró | Se retiró | Se retiró | Se retiró | Se retiró | Se retiró | Se retiró |                                   |

| 24 de octubre de 2023 | Gibraltar | 0:9     | Estonia | Stadium Etno Selo Stanišići, Bijeljina, |                          |
| 13:30                 |           | Reporte | - Tarkmeel 15' - Kelli 42', 51' (pen.) - Panova 54' - Lilles 67' - Palts 71' - Lillemets 81', 86' - Lilles 90+3' | Árbitra: Fabienne Michel                | Árbitra: Fabienne Michel |

| 27 de octubre de 2023 | Bosnia y Herzegovina | 12:0    | Gibraltar | Stadium Etno Selo Stanišići, Bijeljina, |                      |
| 13:30                 | - Radulović 2' - Avdić 6', 81' - Benković 8', 76' - Tekić 18', 67' - Oštraković 54' - Pupić 60' - Novaković 66' - Garibija 87' - Bratović 88' | Reporte |           | Árbitra: Réka Molnar                    | Árbitra: Réka Molnar |

| 30 de octubre de 2023 | Estonia | 0:1     | Bosnia y Herzegovina | Stadium Etno Selo Stanišići, Bijeljina, |                                   |
| 13:30                 |         | Reporte | Grutop 63' (a.g.)    | Árbitra: Zulema González González       | Árbitra: Zulema González González |

#### Grupo B3
Sede: Eslovenia 
| Equipo        | Pts | PJ | PG | PE | PP | GF | GC | Dif | Situación                         |
| ------------- | --- | -- | -- | -- | -- | -- | -- | --- | --------------------------------- |
| Eslovenia (H) | 9   | 3  | 3  | 0  | 0  | 21 | 3  | 18  | Asciende a la Ronda 2 (Liga A)    |
| Kosovo        | 6   | 3  | 2  | 0  | 1  | 8  | 5  | 3   | Transferido a la Ronda 2 (Liga B) |
| Moldavia      | 1   | 3  | 0  | 1  | 2  | 1  | 10 | -9  | Transferido a la Ronda 2 (Liga B) |
| Azerbaiyán    | 1   | 3  | 0  | 1  | 2  | 0  | 12 | -12 | Transferido a la Ronda 2 (Liga B) |

| 8 de noviembre de 2023 | Eslovenia                                                               | 7:1     | Moldavia    | Igrišče Terme Čatež, Čatež ob Savi, |                          |
| 12:00                  | - Osojnik 4' - Dolinar 6', 45+4', 70' - Rakovec 56' - Ravnik 69', 90+1' | Reporte | - Urdea 89' | Árbitra: Louise Thompson            | Árbitra: Louise Thompson |

| 8 de noviembre de 2023 | Azerbaiyán | 0:3     | Kosovo                          | Brežice, Brežice,       |                         |
| 12:00                  |            | Reporte | - Gashi 2', 58' - Gjonbalaj 29' | Árbitra: Kateryna Usova | Árbitra: Kateryna Usova |

| 11 de noviembre de 2023 | Eslovenia                                                                                             | 9:0     | Azerbaiyán | Igrišče Terme Čatež, Čatež ob Savi, |                            |
| 12:00                   | - Vilčnik 5', 32' - Mihelič 7' - Gerjol 17' - Osojnik 28' (pen.), 43', 45' - Dolinar 55' - Špiler 85' | Reporte |            | Árbitra: Veronika Kovarova          | Árbitra: Veronika Kovarova |

| 11 de noviembre de 2023 | Kosovo                                 | 3:0     | Moldavia | Brežice, Brežice,       |                         |
| 12:00                   | - Shabani 19', 78' - Islami 22' (pen.) | Reporte |          | Árbitra: Kateryna Usova | Árbitra: Kateryna Usova |

| 14 de noviembre de 2023 | Kosovo               | 2:5     | Eslovenia                                          | Igrišče Terme Čatež, Čatež ob Savi, |                            |
| 12:00                   | - Bozhdaraj 51', 80' | Reporte | - Mihelič 9', 45', 47' - Vilčnik 11' - Čebašek 61' | Árbitra: Veronika Kovarova          | Árbitra: Veronika Kovarova |

| 14 de noviembre de 2023 | Moldavia | 0:0     | Azerbaiyán | Brežice, Brežice,        |                          |
| 12:00                   |          | Reporte |            | Árbitra: Louise Thompson | Árbitra: Louise Thompson |

#### Grupo B4
Sede: Armenia 
| Equipo              | Pts | PJ | PG | PE | PP | GF | GC | Dif | Situación                         |
| ------------------- | --- | -- | -- | -- | -- | -- | -- | --- | --------------------------------- |
| Ucrania             | 9   | 3  | 3  | 0  | 0  | 14 | 1  | 13  | Asciende a la Ronda 2 (Liga A)    |
| Macedonia del Norte | 6   | 3  | 2  | 0  | 1  | 11 | 2  | 9   | Transferido a la Ronda 2 (Liga B) |
| Armenia (H)         | 3   | 3  | 1  | 0  | 2  | 1  | 12 | -11 | Transferido a la Ronda 2 (Liga B) |
| Luxemburgo          | 0   | 3  | 0  | 0  | 3  | 0  | 11 | -11 | Transferido a la Ronda 2 (Liga B) |

| 24 de octubre de 2023 | Luxemburgo | 0:4     | Macedonia del Norte                                        | Armavir Stadium, Armavir, |                        |
| 12:00                 |            | Reporte | - Sela 20' - Paneska 45+3' - J. Pavlovska 52' - Meijer 67' | Árbitra: Olivia Tschon    | Árbitra: Olivia Tschon |

| 24 de octubre de 2023 | Ucrania                                                                          | 6:0     | Armenia | Abovyan City Stadium, Abovyan, |                     |
| 15:00                 | - Zaborovets 20' - Ptytsyna 22' - Serbuk 37' - Borovska 51', 74' - Fedorenko 73' | Reporte |         | Árbitra: Oxana Cruc            | Árbitra: Oxana Cruc |

| 27 de octubre de 2023 | Ucrania                                                           | 6:0     | Luxemburgo | Armavir Stadium, Armavir,    |                              |
| 12:00                 | - Ptytsyna 11', 52' - Nevar 14' - Fedorenko 60', 68' - Serbuk 90' | Reporte |            | Árbitra: Maïka Vanderstichel | Árbitra: Maïka Vanderstichel |

| 27 de octubre de 2023 | Macedonia del Norte                                     | 6:0     | Armenia | Yerevan Football Academy Stadium, Yerevan, |                        |
| 15:00                 | - Sela 22', 48', 62' - Paneska 45+2' (pen.), 78', 90+1' | Reporte |         | Árbitra: Olivia Tschon                     | Árbitra: Olivia Tschon |

| 30 de octubre de 2023 | Macedonia del Norte | 1:2     | Ucrania                             | Armavir Stadium, Armavir,    |                              |
| 12:00                 | - Sela 5'           | Reporte | - Radionova 17' (pen.) - Serbuk 28' | Árbitra: Maïka Vanderstichel | Árbitra: Maïka Vanderstichel |

| 30 de octubre de 2023 | Armenia         | 1:0     | Luxemburgo | Yerevan Football Academy Stadium, Yerevan, |                     |
| 12:00                 | - Kostanyan 40' | Reporte |            | Árbitra: Oxana Cruc                        | Árbitra: Oxana Cruc |

#### Grupo B5
Sede: Bulgaria 
| Equipo       | Pts | PJ | PG | PE | PP | GF | GC | Dif | Situación                         |
| ------------ | --- | -- | -- | -- | -- | -- | -- | --- | --------------------------------- |
| Croacia      | 9   | 3  | 3  | 0  | 0  | 15 | 2  | 13  | Asciende a la Ronda 2 (Liga A)    |
| Bulgaria (H) | 4   | 3  | 1  | 1  | 1  | 5  | 5  | 0   | Transferido a la Ronda 2 (Liga B) |
| Letonia      | 2   | 3  | 0  | 2  | 1  | 1  | 6  | -8  | Transferido a la Ronda 2 (Liga B) |
| Georgia      | 1   | 3  | 0  | 1  | 2  | 1  | 9  | -8  | Transferido a la Ronda 2 (Liga B) |

| 25 de octubre de 2023 | Letonia | 0:5     | Croacia                                                                     | Stadium Albena 1, Albena,    |                              |
| 10:00                 |         | Reporte | - Augustāne 36' (a.g.) - Kolčić 42' - Vunić 49' - Petković 74' - Klapan 90' | Árbitra: Franziska Wildfeuer | Árbitra: Franziska Wildfeuer |

| 25 de octubre de 2023 | Bulgaria                       | 2:1     | Georgia             | Stadium Albena 1, Albena, |                           |
| 14:30                 | - Sergeeva 50' - Naydenova 78' | Reporte | - Kankia 12' (pen.) | Árbitra: Lovisa Johansson | Árbitra: Lovisa Johansson |

| 28 de octubre de 2023 | Croacia                                                                                           | 7:0     | Georgia | Stadium Albena 1, Albena,    |                              |
| 10:00                 | - Živković 2', 65' - Vračević 18' - Jojua 34' (a.g.) - Dubravica 40' - Cindrić 47' - Petković 54' | Reporte |         | Árbitra: Franziska Wildfeuer | Árbitra: Franziska Wildfeuer |

| 28 de octubre de 2023 | Bulgaria               | 1:1     | Letonia            | Stadium Albena 1, Albena, |                        |
| 14:30                 | - Hropataja 55' (a.g.) | Reporte | - Jaunslaviete 53' | Árbitra: Katalin Sipos    | Árbitra: Katalin Sipos |

| 31 de octubre de 2023 | Croacia                                              | 3:2     | Bulgaria                      | Stadium Albena 1, Albena, |                        |
| 13:30                 | - Dubravica 47' - Kolčić 51' - Živković 90+7' (pen.) | Reporte | - Sergeeva 31' - Demirova 90' | Árbitra: Katalin Sipos    | Árbitra: Katalin Sipos |

| 31 de octubre de 2023 | Georgia | 0:0     | Letonia | Stadion Druzhba, Dobrich, |                           |
| 13:30                 |         | Reporte |         | Árbitra: Lovisa Johansson | Árbitra: Lovisa Johansson |

#### Grupo B6
Sede: Rumania 
| Equipo      | Pts | PJ | PG | PE | PP | GF | GC | Dif | Situación                         |
| ----------- | --- | -- | -- | -- | -- | -- | -- | --- | --------------------------------- |
| Eslovaquia  | 4   | 2  | 1  | 1  | 0  | 9  | 3  | +6  | Asciende a la Ronda 2 (Liga A)    |
| Rumania (H) | 4   | 2  | 1  | 1  | 0  | 4  | 3  | +1  | Transferido a la Ronda 2 (Liga B) |
| Kazajistán  | 0   | 2  | 0  | 0  | 2  | 0  | 7  | −7  | Transferido a la Ronda 2 (Liga B) |

| 29 de noviembre de 2023 | Rumania                         | 3:3     | Eslovaquia                       | Stadionul CNAF, Buftea,         |                                 |
| 11:00                   | - Roșu 5', 76' - Dincă Vuia 83' | Reporte | - Hrúziková 3', 60' - Surová 31' | Árbitra: Katarzyna Lisiecka-Sęk | Árbitra: Katarzyna Lisiecka-Sęk |

| 2 de diciembre de 2023 | Eslovaquia                                                                  | 6:0     | Kazajistán | Stadionul CNAF, Buftea, |                      |
| 11:00                  | - Vargová 3' (pen.) - Straková 17' - Hrúziková 20', 21', 54' - Cabúková 77' | Reporte |            | Árbitra: Cansu Tryak    | Árbitra: Cansu Tryak |

| 5 de diciembre de 2023 | Kazajistán | 0:1     | Rumania     | Stadionul CNAF, Buftea,     |                             |
| 10:00                  |            | Reporte | - Ouatu 42' | Árbitra: Nanna Løf Andersen | Árbitra: Nanna Løf Andersen |

### Ranking de los segundos puestos
Para determinar al mejor subcampeón, sólo se tienen en cuenta los resultados de los subcampeones frente al primer y tercer clasificado de su grupo.
Clasificación definitiva de segundos de grupo tras los partidos disputados en la Primera Ronda de la Liga B:
| Pos. | Grupo | Equipo              | PJ | PG | PE | PP | GF | GC | DG | Pts | Situación                      |
| ---- | ----- | ------------------- | -- | -- | -- | -- | -- | -- | -- | --- | ------------------------------ |
| 1    | B6    | Rumania             | 2  | 1  | 1  | 0  | 4  | 3  | +1 | 4   | Asciende a la Ronda 2 (Liga A) |
| 2    | B2    | Estonia             | 2  | 1  | 0  | 1  | 9  | 1  | +8 | 3   |                                |
| 3    | B4    | Macedonia del Norte | 2  | 1  | 0  | 1  | 7  | 2  | +5 | 3   |                                |
| 4    | B3    | Kosovo              | 2  | 1  | 0  | 1  | 5  | 5  | 0  | 3   |                                |
| 5    | B1    | Albania             | 2  | 1  | 0  | 1  | 2  | 4  | −2 | 3   |                                |
| 6    | B5    | Bulgaria            | 2  | 0  | 1  | 1  | 3  | 4  | −1 | 1   |                                |

## Sorteo
El sorteo de la segunda ronda se llevó a cabo el 8 de diciembre de 2023.
Los equipos fueron clasificados de acuerdo con sus resultados en la Ronda 1 (Artículo 15.01 del Reglamento).

## Segunda Ronda
Los 21 equipos de la Primera Ronda de la Liga A y los 7 equipos ganadores de la Primera Ronda de la Liga B se dividen en siete grupos de cuatro equipos. Los siete campeones de grupo se unirán a Lituania en la fase final de 2024.

### Liga A

#### Grupo A1
Sede: Eslovenia
| Equipo        | PJ | PG | PE | PP | GF | GC | Dif | Pts | Situación  |
| ------------- | -- | -- | -- | -- | -- | -- | --- | --- | ---------- |
| España        | 3  | 3  | 0  | 0  | 14 | 0  | +14 | 9   | Fase Final |
| Dinamarca     | 3  | 1  | 1  | 1  | 3  | 4  | -1  | 4   |            |
| Grecia        | 3  | 1  | 1  | 1  | 4  | 9  | -5  | 4   |            |
| Eslovenia (H) | 3  | 0  | 0  | 3  | 0  | 8  | -8  | 0   | Liga B     |

| 3 de abril de 2024 | España                                               | 5:0 (3:0) | Eslovenia | Športni park Radenci, Radenci, Eslovenia |                         |
| 12:00 (CEST)       | - Corrales 9' - Amezaga 18', 41', 77' - Alguacil 48' | Reporte   |           | Árbitra: Victoria Beyer                  | Árbitra: Victoria Beyer |

| 3 de abril de 2024 | Grecia                       | 2:2 (0:1) | Dinamarca                     | ŠRC Bakovci Stadium, Bakovci, Eslovenia |                          |
| 12:00 (CEST)       | - Zagkli 71' - Ntarzanou 87' | Reporte   | - 25' Aagaard - 83' Jørgensen | Árbitra: Fabienne Michel                | Árbitra: Fabienne Michel |

| 6 de abril de 2024 | España                                                                     | 7:0 (5:0) | Grecia | ŠRC Bakovci Stadium, Bakovci, Eslovenia |                        |
| 12:00 (CEST)       | - Artero 2', 48' - Librán 15', 71' - Ranera 30' - Corrales 40' - Olaya 45' | Reporte   |        | Árbitra: Minka Vekkeli                  | Árbitra: Minka Vekkeli |

| 6 de abril de 2024 | Dinamarca     | 1:0 (1:0) | Eslovenia | Športni park Radenci, Radenci, Eslovenia |                          |
| 12:00 (CEST)       | - Aagaard 30' | Reporte   |           | Árbitra: Fabienne Michel                 | Árbitra: Fabienne Michel |

| 9 de abril de 2024 | Dinamarca | 0:2 (0:2) | España                          | ŠRC Bakovci Stadium, Bakovci, Eslovenia |                        |
| 12:00 (CEST)       |           | Reporte   | - 5' (pen.) Amezaga - 34' Olaya | Árbitra: Minka Vekkeli                  | Árbitra: Minka Vekkeli |

| 9 de abril de 2024 | Eslovenia | 0:2 (0:1) | Grecia                        | Športni park Radenci, Radenci, Eslovenia |                         |
| 12:00 (CEST)       |           | Reporte   | - 13' Briana - 76' Stergiouli | Árbitra: Victoria Beyer                  | Árbitra: Victoria Beyer |

#### Grupo A2
Sede: Croacia
| Equipo      | PJ | PG | PE | PP | GF | GC | Dif | Pts | Situación  |
| ----------- | -- | -- | -- | -- | -- | -- | --- | --- | ---------- |
| Irlanda     | 3  | 3  | 0  | 0  | 8  | 1  | +7  | 9   | Fase Final |
| Austria     | 3  | 2  | 0  | 1  | 11 | 4  | +7  | 6   |            |
| Islandia    | 3  | 1  | 0  | 2  | 6  | 8  | -2  | 3   |            |
| Croacia (H) | 3  | 0  | 0  | 3  | 2  | 14 | -12 | 0   | Liga B     |

| 3 de abril de 2024 | Austria                                                                                       | 8:1 (3:1) | Croacia         | Estadio Branko Čavlović-Čavlek, Karlovac, Croacia |                       |
| 12:30 (CEST)       | - Fankhauser 1' - Ojukwu 41' (pen.), 44' (pen.), 49' - Mädl 69' - Ziletkina 76', 90+3', 90+5' | Reporte   | - 38' Dubravica | Árbitra: Rasa Grigonė                             | Árbitra: Rasa Grigonė |

| 3 de abril de 2024 | Irlanda                                                          | 4:1 (0:1) | Islandia              | Sv. Josip Radnik, Sesvete, Croacia |                       |
| 12:30 (CEST)       | - Bárðardóttir 56' (a.g.) - Loughrey 63' - Healy 72' - Ralph 79' | Reporte   | - 36' Kristjánsdóttir | Árbitra: Merima Čelik              | Árbitra: Merima Čelik |

| 6 de abril de 2024 | Austria | 0:1 (0:0) | Irlanda     | Sv. Josip Radnik, Sesvete, Croacia |                            |
| 12:30 (CEST)       |         | Reporte   | - 50' Ralph | Árbitra: Silvia Gasperotti         | Árbitra: Silvia Gasperotti |

| 6 de abril de 2024 | Islandia                                                    | 3:1 (1:0) | Croacia                | Estadio Branko Čavlović-Čavlek, Karlovac, Croacia |                       |
| 12:30 (CEST)       | - Tryggvadóttir 7' - Kristjánsdóttir 54' - Óskarsdóttir 65' | Reporte   | - 70' (pen.) Dubravica | Árbitra: Merima Čelik                             | Árbitra: Merima Čelik |

| 9 de abril de 2024 | Islandia                                   | 2:3 (2:2) | Austria                                    | Sv. Josip Radnik, Sesvete, Croacia |                            |
| 12:30 (CEST)       | - Kristjánsdóttir 33' - Sveinsdóttir 45+2' | Reporte   | - 17' Ziletkina - 45' Rukavina - 54' Sisic | Árbitra: Silvia Gasperotti         | Árbitra: Silvia Gasperotti |

| 9 de abril de 2024 | Croacia | 0:3 (0:2) | Irlanda                                   | Estadio Branko Čavlović-Čavlek, Karlovac, Croacia |                       |
| 12:30 (CEST)       |         | Reporte   | - 23' Thompson - 37' Bergin - 85' Donegan | Árbitra: Rasa Grigonė                             | Árbitra: Rasa Grigonė |

#### Grupo A3
Sede: Portugal
| Equipo       | PJ | PG | PE | PP | GF | GC | Dif | Pts | Situación  |
| ------------ | -- | -- | -- | -- | -- | -- | --- | --- | ---------- |
| Inglaterra   | 3  | 3  | 0  | 0  | 7  | 1  | +6  | 9   | Fase Final |
| Portugal (H) | 3  | 1  | 1  | 1  | 1  | 1  | 0   | 4   |            |
| Italia       | 3  | 0  | 2  | 1  | 1  | 4  | -3  | 2   |            |
| Suiza        | 3  | 0  | 1  | 2  | 0  | 3  | -3  | 1   | Liga B     |

| 3 de abril de 2024 | Inglaterra                   | 2:0 (1:0) | Suiza | Estádio do Real SC, Queluz, Portugal |                          |
| 15:00 (CEST)       | - Pritchard 37' - Potter 58' | Reporte   |       | Árbitra: Marina Živković             | Árbitra: Marina Živković |

| 3 de abril de 2024 | Portugal | 0:0     | Italia | Estadio Nacional do Jamor, Oeiras, Portugal |                         |
| 19:00 (CEST)       |          | Reporte |        | Árbitra: Shona Shukrula                     | Árbitra: Shona Shukrula |

| 6 de abril de 2024 | Italia | 0:0     | Suiza | Estadio Nacional do Jamor, Oeiras, Portugal |                         |
| 16:00 (CEST)       |        | Reporte |       | Árbitra: Shona Shukrula                     | Árbitra: Shona Shukrula |

| 6 de abril de 2024 | Inglaterra       | 1:0 (1:0) | Portugal | Cidade do Futebol, Oeiras, Portugal |                          |
| 19:00 (CEST)       | - Agyemang 45+6' | Reporte   |          | Árbitra: Miriama Bočková            | Árbitra: Miriama Bočková |

| 9 de abril de 2024 | Italia         | 1:4 (1:1) | Inglaterra                                     | Estádio do Real SC, Queluz, Portugal |                          |
| 16:00 (CEST)       | - Renzotti 22' | Reporte   | - 25', 37' (pen.) Godfrey - 50', 52' Pritchard | Árbitra: Miriama Bočková             | Árbitra: Miriama Bočková |

| 9 de abril de 2024 | Suiza | 0:1 (0:1) | Portugal     | Cidade do Futebol, Oeiras, Portugal |                          |
| 16:00 (CEST)       |       | Reporte   | - 35' Guedes | Árbitra: Marina Živković            | Árbitra: Marina Živković |

#### Grupo A4
Sede: República Checa
| Equipo              | PJ | PG | PE | PP | GF | GC | Dif | Pts | Situación  |
| ------------------- | -- | -- | -- | -- | -- | -- | --- | --- | ---------- |
| Francia             | 3  | 3  | 0  | 0  | 8  | 0  | +8  | 9   | Fase Final |
| Noruega             | 3  | 2  | 0  | 1  | 9  | 1  | +8  | 6   |            |
| República Checa (H) | 3  | 1  | 0  | 2  | 1  | 9  | -8  | 3   |            |
| Ucrania             | 3  | 0  | 0  | 3  | 0  | 8  | -8  | 0   | Liga B     |

| 3 de abril de 2024 | Francia                  | 2:0 (0:0) | Ucrania | Estadio Letní, Chomutov, República Checa |                            |
| 15:00 (CEST)       | - Effa 73' - Mendy 90+2' | Reporte   |         | Árbitra: Jelena Medjedovic               | Árbitra: Jelena Medjedovic |

| 3 de abril de 2024 | Noruega                                                   | 4:0 (2:0) | República Checa | FK Chmel Blšany, Blšany, República Checa |                             |
| 15:00 (CEST)       | - Svendsen 12' - Svendheim 22' - Sælen 88' - Fenger 90+2' | Reporte   |                 | Árbitra: Kristina Georgieva              | Árbitra: Kristina Georgieva |

| 6 de abril de 2024 | Francia           | 1:0 (1:0) | Noruega | Estadio Letní, Chomutov, República Checa |                              |
| 15:00 (CEST)       | - Chossenotte 23' | Reporte   |         | Árbitra: Franziska Wildfeuer             | Árbitra: Franziska Wildfeuer |

| 6 de abril de 2024 | República Checa | 1:0 (0:0) | Ucrania | FK Chmel Blšany, Blšany, República Checa |                             |
| 15:00 (CEST)       | - Sladká 71'    | Reporte   |         | Árbitra: Kristina Georgieva              | Árbitra: Kristina Georgieva |

| 9 de abril de 2024 | República Checa | 0:5 (0:3) | Francia                                                                                   | FK Chmel Blšany, Blšany, República Checa |                              |
| 16:00 (CEST)       |                 | Reporte   | - Chossenotte 2' - Ma. Mendy 38' (pen.) - Effa Effa 45+5' - Robillard 69' - Mé. Mendy 88' | Árbitra: Franziska Wildfeuer             | Árbitra: Franziska Wildfeuer |

| 9 de abril de 2024 | Ucrania | 0:5 (0:2) | Noruega                                           | Estadio Letní, Chomutov, República Checa |                            |
| 16:00 (CEST)       |         | Reporte   | - Natvik 9', 51', 72' - Reshane 19' - Melgård 88' | Árbitra: Jelena Medjedovic               | Árbitra: Jelena Medjedovic |

#### Grupo A5
Sede: Serbia
| Equipo      | PJ | PG | PE | PP | GF | GC | Dif | Pts | Situación  |
| ----------- | -- | -- | -- | -- | -- | -- | --- | --- | ---------- |
| Serbia (H)  | 3  | 2  | 1  | 0  | 11 | 2  | +9  | 7   | Fase Final |
| Bélgica     | 3  | 2  | 0  | 1  | 5  | 2  | +3  | 6   |            |
| Eslovaquia  | 3  | 1  | 1  | 1  | 4  | 5  | -1  | 4   |            |
| Bielorrusia | 3  | 0  | 0  | 3  | 1  | 12 | -11 | 0   | Liga B     |

| 3 de abril de 2024 | Bielorrusia | 0:3 (0:2) | Bélgica                                         | Serbian FA Sports Center, Stara Pazova, Serbia |                              |
| 11:00 (CEST)       |             | Reporte   | - 19' Janssen - 36' Reynders - 48' Zang Bikoula | Árbitra: Maïka Vanderstichel                   | Árbitra: Maïka Vanderstichel |

| 3 de abril de 2024 | Serbia                     | 2:2 (0:1) | Eslovaquia           | Serbian FA Sports Center, Stara Pazova, Serbia |                         |
| 15:00 (CEST)       | - Matejić 46' - Uvalin 58' | Reporte   | - 21', 54' Hrúziková | Árbitra: Ainara Acevedo                        | Árbitra: Ainara Acevedo |

| 6 de abril de 2024 | Bélgica                     | 2:0 (1:0) | Eslovaquia | Serbian FA Sports Center, Stara Pazova, Serbia |                              |
| 11:00 (CEST)       | - Reynders 6' - Lievens 63' | Reporte   |            | Árbitra: Maïka Vanderstichel                   | Árbitra: Maïka Vanderstichel |

| 6 de abril de 2024 | Serbia                                                               | 7:0 (6:0) | Bielorrusia | Serbian FA Sports Center, Stara Pazova, Serbia |                           |
| 15:00 (CEST)       | - Matejić 15', 27' (pen.), 42', 45+2' - Stokić 32' - Stojić 36', 90' | Reporte   |             | Árbitra: Michalina Diakow                      | Árbitra: Michalina Diakow |

| 9 de abril de 2024 | Bélgica | 0:2 (0:1) | Serbia             | Serbian FA Sports Center, Stara Pazova, Serbia |                           |
| 13:00 (CEST)       |         | Reporte   | - 3', 90+2' Stokić | Árbitra: Michalina Diakow                      | Árbitra: Michalina Diakow |

| 9 de abril de 2024 | Eslovaquia                    | 2:1 (1:1) | Bielorrusia       | Serbian FA Sports Center, Stara Pazova, Serbia |                         |
| 13:00 (CEST)       | - Hrúziková 1' - Straková 90' | Reporte   | - 15' Kharashchak | Árbitra: Ainara Acevedo                        | Árbitra: Ainara Acevedo |

#### Grupo A6
Sede: Bosnia y Herzegovina
| Equipo                   | PJ | PG | PE | PP | GF | GC | Dif | Pts | Situación  |
| ------------------------ | -- | -- | -- | -- | -- | -- | --- | --- | ---------- |
| Países Bajos             | 3  | 3  | 0  | 0  | 15 | 1  | +14 | 9   | Fase Final |
| Polonia                  | 3  | 2  | 0  | 1  | 7  | 3  | +4  | 6   |            |
| Finlandia                | 3  | 0  | 1  | 2  | 2  | 4  | −2  | 1   |            |
| Bosnia y Herzegovina (H) | 3  | 0  | 1  | 2  | 1  | 17 | −16 | 1   | Liga B     |

| 3 de abril de 2024 | Países Bajos | 10:0 (4:0) | Bosnia y Herzegovina | Stadium Etno Selo Stanišići, Bijeljina, Bosnia y Herzegovina |                           |
| 15:00 (CEST)       | - Tolhoek 5', 58', 62' (pen.) - Frijns 38' - Keukelaar 44' - Lacroix 45+1' - Avdić 49' (a.g.) - Radulović 52' (a.g.) - Kroese 78', 82' | Reporte    |                      | Árbitra: Alexandra Collin                                    | Árbitra: Alexandra Collin |

| 3 de abril de 2024 | Polonia           | 1:0 (1:0) | Finlandia | Novi Gradski, Ugljevik, Bosnia y Herzegovina |                          |
| 15:00 (CEST)       | - Piętakiewicz 9' | Reporte   |           | Árbitra: Deborah Bianchi                     | Árbitra: Deborah Bianchi |

| 6 de abril de 2024 | Países Bajos                                        | 3:0 (2:0) | Polonia | Stadium Etno Selo Stanišići, Bijeljina, Bosnia y Herzegovina |                        |
| 15:00 (CEST)       | - Kuleczka 11' (a.g) - van Egmond 39' - Tolhoek 76' | Reporte   |         | Árbitra: Abigail Byrne                                       | Árbitra: Abigail Byrne |

| 6 de abril de 2024 | Finlandia      | 1:1 (0:0) | Bosnia y Herzegovina | Novi Gradski, Ugljevik, Bosnia y Herzegovina |                          |
| 15:00 (CEST)       | - Luotonen 67' | Reporte   | - 54' Dizdarević     | Árbitra: Deborah Bianchi                     | Árbitra: Deborah Bianchi |

| 9 de abril de 2024 | Finlandia       | 1:2 (0:1) | Países Bajos                          | Novi Gradski, Ugljevik, Bosnia y Herzegovina |                        |
| 15:00 (CEST)       | - Kiviranta 73' | Reporte   | - Verdaasdonk 14' - Nyholm 87' (a.g.) | Árbitra: Abigail Byrne                       | Árbitra: Abigail Byrne |

| 9 de abril de 2024 | Bosnia y Herzegovina | 0:6 (0:3) | Polonia                                                                 | Stadium Etno Selo Stanišići, Bijeljina, Bosnia y Herzegovina |                           |
| 15:00 (CEST)       |                      | Reporte   | - Piksa 18', 82' - Gutowska 30', 87' - Piętakiewicz 43' - Kuprowska 79' | Árbitra: Alexandra Collin                                    | Árbitra: Alexandra Collin |

#### Grupo A7
Sede: Hungría
| Equipo      | PJ | PG | PE | PP | GF | GC | Dif | Pts | Situación  |
| ----------- | -- | -- | -- | -- | -- | -- | --- | --- | ---------- |
| Alemania    | 3  | 3  | 0  | 0  | 12 | 1  | +11 | 9   | Fase Final |
| Suecia      | 3  | 1  | 1  | 1  | 4  | 4  | 0   | 4   |            |
| Hungría (H) | 3  | 1  | 0  | 2  | 3  | 10 | −7  | 3   |            |
| Rumania     | 3  | 0  | 1  | 2  | 1  | 5  | −4  | 1   | Liga B     |

| 3 de abril de 2024 | Alemania                 | 2:0 (2:0) | Rumania | Bicskei Sportpálya, Bicske, Hungría |                       |
| 15:00 (CEST)       | - Janzen 32' - Bartz 40' | Reporte   |         | Árbitra: Gamze Durmuş               | Árbitra: Gamze Durmuş |

| 3 de abril de 2024 | Hungría | 0:3 (0:1) | Suecia                                  | Globall Football Park, Telki, Hungría |                            |
| 15:00 (CEST)       |         | Reporte   | - 6' Frigren - 77' Sprung - 89' Winblad | Árbitra: Hristiyana Guteva            | Árbitra: Hristiyana Guteva |

| 6 de abril de 2024 | Alemania                                                             | 6:0 (1:0) | Hungría | Globall Football Park, Telki, Hungría |                          |
| 15:00 (CEST)       | - Reuter 45' - Scholz 49' - Bartz 59' - Boboy 63', 72' - Gloning 84' | Reporte   |         | Árbitra: Volha Blotskaya              | Árbitra: Volha Blotskaya |

| 6 de abril de 2024 | Suecia | 0:0     | Rumania | Bicskei Sportpálya, Bicske, Hungría |                            |
| 15:00 (CEST)       |        | Reporte |         | Árbitra: Hristiyana Guteva          | Árbitra: Hristiyana Guteva |

| 9 de abril de 2024 | Suecia       | 1:4 (0:3) | Alemania                                    | Bicskei Sportpálya, Bicske, Hungría |                          |
| 17:30 (CEST)       | - Sprung 85' | Reporte   | - Reuter 2' - Bartz 14' - Scholz 45+4', 65' | Árbitra: Volha Blotskaya            | Árbitra: Volha Blotskaya |

| 9 de abril de 2024 | Rumania    | 1:3 (0:1) | Hungría                          | Globall Football Park, Telki, Hungría |                       |
| 17:30 (CEST)       | - Pera 64' | Reporte   | - Sinka 25', 55' - Petrovics 66' | Árbitra: Gamze Durmuş                 | Árbitra: Gamze Durmuş |

### Liga B

#### Grupo B1
Sede: Moldavia
| Equipo              | PJ | PG | PE | PP | GF | GC | Dif | Pts | Situación |
| ------------------- | -- | -- | -- | -- | -- | -- | --- | --- | --------- |
| Macedonia del Norte | 3  | 3  | 0  | 0  | 8  | 1  | +7  | 9   | Liga A    |
| Gales               | 3  | 2  | 0  | 1  | 6  | 2  | +4  | 6   |           |
| Lituania            | 3  | 1  | 0  | 2  | 2  | 4  | −2  | 3   |           |
| Moldavia (H)        | 3  | 0  | 0  | 3  | 0  | 9  | −9  | 0   |           |

| 3 de abril de 2024 | Gales                                | 2:0 (1:0) | Lituania | District Sport Complex, Orhei, Moldavia |                                  |
| 12:00 (CEST)       | - Teisar 12' (pen.) - Richardson 71' | Reporte   |          | Árbitra: Mzevinari Sharashanidze        | Árbitra: Mzevinari Sharashanidze |

| 3 de abril de 2024 | Moldavia | 0:4 (0:2) | Macedonia del Norte                             | Zimbru-2 Stadium, Chişinău, Moldavia |                         |
| 12:00 (CEST)       |          | Reporte   | - 18' Paneska - 35' Petkova - 73', 81' Andonova | Árbitra: Wendy Gijsbers              | Árbitra: Wendy Gijsbers |

| 6 de abril de 2024 | Gales                                             | 3:0 (0:0) | Moldavia | Zimbru-2 Stadium, Chişinău, Moldavia |                       |
| 12:00 (CEST)       | - Francis 68' (pen.) - Davies 69' - Mcmahon 90+6' | Reporte   |          | Árbitra: Sabina Bolic                | Árbitra: Sabina Bolic |

| 6 de abril de 2024 | Macedonia del Norte | 2:0 (1:0) | Lituania | District Sport Complex, Orhei, Moldavia |                         |
| 12:00 (CEST)       | - Petkova 26', 77'  | Reporte   |          | Árbitra: Wendy Gijsbers                 | Árbitra: Wendy Gijsbers |

| 9 de abril de 2024 | Macedonia del Norte     | 2:1 (1:1) | Gales         | District Sport Complex, Orhei, Moldavia |                       |
| 12:00 (CEST)       | - Petkova 2' - Sela 50' | Reporte   | - Francis 21' | Árbitra: Sabina Bolic                   | Árbitra: Sabina Bolic |

| 9 de abril de 2024 | Lituania                               | 2:0 (1:0) | Moldavia | Zimbru-2 Stadium, Chişinău, Moldavia |                                  |
| 12:00 (CEST)       | - Petkevičiūtė 24' - Proscevičiūtė 62' | Reporte   |          | Árbitra: Mzevinari Sharashanidze     | Árbitra: Mzevinari Sharashanidze |

#### Grupo B2
Sede: Albania
| Equipo        | PJ | PG | PE | PP | GF | GC | Dif | Pts | Situación |
| ------------- | -- | -- | -- | -- | -- | -- | --- | --- | --------- |
| Escocia       | 3  | 3  | 0  | 0  | 15 | 0  | +15 | 9   | Liga A    |
| Albania (H)   | 3  | 2  | 0  | 1  | 10 | 3  | +7  | 6   |           |
| Chipre        | 3  | 1  | 0  | 2  | 5  | 5  | 0   | 3   |           |
| Liechtenstein | 3  | 0  | 0  | 3  | 0  | 22 | −22 | 0   |           |

| 3 de abril de 2024 | Escocia                                                                                          | 10:0 (4:0) | Liechtenstein | House of Football Natural Pitch, Tirana, Albania |                           |
| 11:30 (CEST)       | - McAuley 7' - Burchill 13', 21', 25' - Forrest 54', 60', 78' - McLeary 66', 90' - Murchie 90+3' | Reporte    |               | Árbitra: Kristina Kozoroh                        | Árbitra: Kristina Kozoroh |

| 3 de abril de 2024 | Chipre | 0:3 (0:1) | Albania                                  | Elbasan Arena, Elbasan, Albania |                        |
| 15:30 (CEST)       |        | Reporte   | - 30' Maxhalaku - 53' Methoxha - 85' Ago | Árbitra: Kathrin Huber          | Árbitra: Kathrin Huber |

| 6 de abril de 2024 | Escocia                      | 2:0 (2:0) | Chipre | House of Football Natural Pitch, Tirana, Albania |                          |
| 11:30 (CEST)       | - Burchill 22' - McAuley 28' | Reporte   |        | Árbitra: Roxana Recorean                         | Árbitra: Roxana Recorean |

| 6 de abril de 2024 | Albania                                                                         | 7:0 (1:0) | Liechtenstein | Elbasan Arena, Elbasan, Albania |                        |
| 15:30 (CEST)       | - Borci 33', 51' - Ago 49' - Ndoj 57' - Methoxha 68' - Vasa 82' - Maxhalaku 85' | Reporte   |               | Árbitra: Kathrin Huber          | Árbitra: Kathrin Huber |

| 9 de abril de 2024 | Albania | 0:3 (0:0) | Escocia                                     | Elbasan Arena, Elbasan, Albania |                          |
| 15:30 (CEST)       |         | Reporte   | - Mcleary 56' - Greenwood 63' - McAuley 69' | Árbitra: Roxana Recorean        | Árbitra: Roxana Recorean |

| 9 de abril de 2024 | Liechtenstein | 0:5 (0:3) | Chipre                                          | House of Football Natural Pitch, Tirana, Albania |                           |
| 15:30 (CEST)       |               | Reporte   | - Mcbeth 19', 34', 41', 81' - Cusick 87' (pen.) | Árbitra: Kristina Kozoroh                        | Árbitra: Kristina Kozoroh |

#### Grupo B3
Sede: Gibraltar
| Equipo        | PJ | PG | PE | PP | GF | GC | Dif | Pts | Situación |
| ------------- | -- | -- | -- | -- | -- | -- | --- | --- | --------- |
| Kosovo        | 3  | 3  | 0  | 0  | 11 | 1  | +10 | 9   | Liga A    |
| Israel        | 3  | 2  | 0  | 1  | 14 | 2  | +12 | 6   |           |
| Luxemburgo    | 2  | 0  | 0  | 2  | 0  | 5  | -5  | 0   |           |
| Gibraltar (H) | 2  | 0  | 0  | 2  | 0  | 17 | -17 | 0   |           |

| 2 de abril de 2024 | Israel    | 1:0 (1:0) | Luxemburgo | Estadio Victoria (Gibraltar), Gibraltar, |                        |
| 11:00              | - Biru 9' | Reporte   |            | Árbitra: Ugne Šmitaite                   | Árbitra: Ugne Šmitaite |

| 2 de abril de 2024 | Gibraltar | 0:5 (0:2) | Kosovo                                                       | Estadio Victoria (Gibraltar), Gibraltar, |                       |
| 15:00              |           | Reporte   | - 27' Gashi - 35' Shabani - 74', 84' Berisha - 90+7' Kerqota | Árbitra: Teona Sturua                    | Árbitra: Teona Sturua |

| 5 de abril de 2024 | Kosovo | 4:0 (1:0) | Luxemburgo                                                   | Estadio Victoria (Gibraltar), Gibraltar, |                       |
| 11:00              |        | Reporte   | - Gashi 40' - Berisha 49' - Shabani 54' - Ten Raa 82' (a.g.) | Árbitra: Teona Sturua                    | Árbitra: Teona Sturua |

| 5 de abril de 2024 | Israel | 12:0 (6:0) | Gibraltar | Estadio Victoria (Gibraltar), Gibraltar, |                               |
| 15:00              | - Sribnenko 5' - Ward 18' (a.g.) - Biru 20', 38' - Sharon 35', 52', 82' - Golden 44' - Ariel 53' - Moscovici 57' - Hazan 77' - Ganor 86' | Reporte    |           | Árbitra: Anastasia Mylopoulou            | Árbitra: Anastasia Mylopoulou |

| 8 de abril de 2024 | Kosovo                  | 2:1 (0:1) | Israel               | Estadio Victoria (Gibraltar), Gibraltar, |                               |
| 10:30              | - Elezi 50' - Gashi 71' | Reporte   | - 36' (a.g.) Behrami | Árbitra: Anastasia Mylopoulou            | Árbitra: Anastasia Mylopoulou |

| 8 de abril de 2024 | Luxemburgo                                                                                      | 10:0 (3:0) | Gibraltar | Estadio Victoria (Gibraltar), Gibraltar, |                        |
| 14:00              | - Marques Soares 7', 65' - Silva Moreira 34', 51', 67' - Serra 45+1', 55', 90' - Kirps 82', 86' | Reporte    |           | Árbitra: Ugne Šmitaite                   | Árbitra: Ugne Šmitaite |

#### Grupo B4
Sede: Letonia
| Equipo     | PJ | PG | PE | PP | GF | GC | Dif | Pts | Situación |
| ---------- | -- | -- | -- | -- | -- | -- | --- | --- | --------- |
| Bulgaria   | 3  | 3  | 0  | 0  | 7  | 2  | +5  | 9   | Liga A    |
| Letonia(H) | 3  | 2  | 0  | 1  | 10 | 5  | +5  | 6   |           |
| Montenegro | 3  | 1  | 0  | 2  | 6  | 7  | −1  | 3   |           |
| Azerbaiyán | 3  | 0  | 0  | 3  | 0  | 9  | −9  | 0   |           |

| 3 de abril de 2024, 12:00 | Montenegro                                                  | 4:0     | Azerbaiyán | Salaspils BSS stadium, Salaspils, |                           |
|                           | - Čađenović 19', 62' (pen.) - Malesija 23' - Krivokapić 86' | Reporte |            | Árbitro(s): Olivia Tschon         | Árbitro(s): Olivia Tschon |

| 3 de abril de 2024, 12:00 | Letonia       | 1:4     | Bulgaria                                | LNK Sporta Parks, Riga,   |                           |
|                           | - Vuškāne 30' | Reporte | - Yordanova 1', 22', 27' - Sergeeva 57' | Árbitro(s): Vesna Miletic | Árbitro(s): Vesna Miletic |

| 6 de abril de 2024, 12:00 | Montenegro      | 1:5     | Letonia                                                                          | LNK Sporta Parks, Riga,          |                                  |
|                           | - Rakočević 60' | Reporte | - Malesija 41' (o.g.), 83' (a.g.) - Lipšāne 53' (pen.), 71' (pen.) - Vuškāne 79' | Árbitro(s): Filipa Pereira Cunha | Árbitro(s): Filipa Pereira Cunha |

| 6 de abril de 2024, 12:00 | Bulgaria        | 1:0     | Azerbaiyán | Salaspils BSS stadium, Salaspils, |                           |
|                           | - Yordanova 11' | Reporte |            | Árbitro(s): Vesna Miletic         | Árbitro(s): Vesna Miletic |

| 9 de abril de 2024, 12:00 | Bulgaria                    | 2:1     | Montenegro    | Salaspils BSS stadium, Salaspils, |                                  |
|                           | - Penchva 56' - Ivanova 67' | Reporte | Rakočević 38' | Árbitro(s): Filipa Pereira Cunha  | Árbitro(s): Filipa Pereira Cunha |

| 9 de abril de 2024, 12:00 | Azerbaiyán | 0:4     | Letonia                                                                   | LNK Sporta Parks, Riga,   |                           |
|                           |            | Reporte | - Preijere 5' - Lipšāne 32' (pen.) - Ansone 35' - Teļukeviča 45+2' (pen.) | Árbitro(s): Olivia Tschon | Árbitro(s): Olivia Tschon |

#### Grupo B5
Sede: Georgia
| Equipo            | PJ | PG | PE | PP | GF | GC | Dif | Pts | Situación |
| ----------------- | -- | -- | -- | -- | -- | -- | --- | --- | --------- |
| Irlanda del Norte | 3  | 2  | 1  | 0  | 7  | 0  | +7  | 7   | Liga A    |
| Estonia           | 3  | 2  | 0  | 1  | 5  | 4  | +1  | 6   |           |
| Kazajistán        | 3  | 1  | 1  | 1  | 6  | 3  | +3  | 4   |           |
| Georgia (H)       | 3  | 0  | 0  | 3  | 2  | 13 | −11 | 0   |           |

| 3 de abril de 2024 | Kazajistán     | 1:2     | Estonia                  | Mikheil Meskhi Stadium, Tbilisi, |                                  |
| 12:00              | - Askarova 75' | Reporte | - Grutop 42' - Palts 58' | Árbitro(s): Eglantina Pjetrushaj | Árbitro(s): Eglantina Pjetrushaj |

| 3 de abril de 2024 | Irlanda del Norte                            | 5:0     | Georgia | M. Meskhi II Stadium, Tbilisi, |                             |
| 14:00              | - McIntyre 1', 8', 15' - Weir 82' - Mann 86' | Reporte |         | Árbitro(s): Sofiya Prychyna    | Árbitro(s): Sofiya Prychyna |

| 6 de abril de 2024 | Irlanda del Norte | 0:0     | Kazajistán | Mikheil Meskhi Stadium, Tbilisi, |                            |
|                    |                   | Reporte |            | Árbitro(s): Jana Van Laere       | Árbitro(s): Jana Van Laere |

| 6 de abril de 2024 | Estonia                               | 3:1     | Georgia         | M. Meskhi II Stadium, Tbilisi,   |                                  |
|                    | - Mirjam 24' - Grutop 55' - Kraus 81' | Reporte | - Kvirkvaia 43' | Árbitro(s): Eglantina Pjetrushaj | Árbitro(s): Eglantina Pjetrushaj |

| 9 de abril de 2024 | Estonia | 0:2     | Irlanda del Norte                      | Mikheil Meskhi Stadium, Tbilisi, |                            |
|                    |         | Reporte | - O'Donnell 49' - Tweedie 90+7' (pen.) | Árbitro(s): Jana Van Laere       | Árbitro(s): Jana Van Laere |

| 9 de abril de 2024 | Georgia        | 1:5     | Kazajistán                                                         | M. Meskhi II Stadium, Tbilisi, |                             |
|                    | - Kvirkvaia 4' | Reporte | - Popova 37', 53' - Kozhabekova 64' - Norbayeva 72' - Askarova 88' | Árbitro(s): Sofiya Prychyna    | Árbitro(s): Sofiya Prychyna |

#### Grupo B6
Sede: Turquía
| Equipo      | PJ | PG | PE | PP | GF | GC | Dif | Pts | Situación |
| ----------- | -- | -- | -- | -- | -- | -- | --- | --- | --------- |
| Turquía (H) | 2  | 1  | 1  | 0  | 8  | 1  | +7  | 4   | Liga A    |
| Islas Feroe | 2  | 1  | 1  | 0  | 4  | 2  | +2  | 4   |           |
| Armenia     | 2  | 0  | 0  | 2  | 1  | 10 | −9  | 0   |           |

| 3 de abril de 2024 | Turquía     | 1:1 (1:1) | Islas Feroe      | Arslan Zeki Demirci Sports Complex, Manavgat, |                            |
| 15:00              | - Saraç 28' | Reporte   | - Brændstrup 45' | Árbitro(s): Eirini Pingiou                    | Árbitro(s): Eirini Pingiou |

| 6 de abril de 2024 | Islas Feroe                                     | 3:1 (0:1) | Armenia       | Arslan Zeki Demirci Sports Complex, Manavgat, |                                     |
| 15:00              | - Brændstrup 58' - Mikkelsen 77' - Mittfoss 83' | Reporte   | - Sayadyan 4' | Árbitro(s): Frederikke Lydia Søkjær           | Árbitro(s): Frederikke Lydia Søkjær |

| 9 de abril de 2024 | Armenia | 0:7 (0:4) | Turquía                                                                     | Arslan Zeki Demirci Sports Complex, Manavgat, |                        |
| 15:00              |         | Reporte   | - Türçin 2' - Yıldız 3', 63' - Demir 9' - Ceylan 44', 60' - Kara 66' (pen.) | Árbitro(s): Oxana Cruc                        | Árbitro(s): Oxana Cruc |

### Ranking de los segundos puestos
Para determinar los seis mejores segundos clasificados de la ronda élite que se clasificarán para la fase final, solo se tienen en cuenta los resultados de los segundos clasificados contra los primeros y terceros clasificados de su grupo.
| Pos. | Grupo | Equipo      | PJ | PG | PE | PP | GF | GC | DG | Pts | Situación            |
| ---- | ----- | ----------- | -- | -- | -- | -- | -- | -- | -- | --- | -------------------- |
| 1    | B6    | Islas Feroe | 2  | 1  | 1  | 0  | 4  | 2  | 2  | 4   | Asciende a la Liga A |
| 2    | B4    | Letonia     | 2  | 1  | 0  | 1  | 6  | 5  | +1 | 3   |                      |
| 3    | B1    | Gales       | 2  | 1  | 0  | 1  | 3  | 2  | +1 | 3   |                      |
| 4    | B2    | Albania     | 2  | 1  | 0  | 1  | 3  | 3  | 0  | 3   |                      |
| 5    | B3    | Israel      | 2  | 1  | 0  | 1  | 2  | 2  | 0  | 3   |                      |
| 6    | B5    | Estonia     | 2  | 1  | 0  | 1  | 2  | 3  | −1 | 3   |                      |